# بوس كي برودكشنز
بوس كي برودكشنز (بالإنجليزية: Boss Key Productions)‏، هي شركة أمريكية لتطوير ألعاب الفيديو، أسست سنة 2014م، وتقع مقرها في مدينة رالي بولاية كارولاينا الشمالية بالولايات المتحدة الأمريكية.